# Cercemaggiore
Cercemaggiore è un comune italiano di 3 617 abitanti della provincia di Campobasso, in Molise.

## Storia
Testimonianze dell'epoca italica sono date da vari ritrovamenti archeologici. Il territorio era controllato dai Sanniti, e successivamente colonizzato da Roma. L'economia principale era la pastorizia, poiché vi passava il tratturo. Come documentato dal Vannozzi il nuovo centro fu costruito nel IX secolo durante il dominio dei Longobardi, assieme ai villaggi fortificati di Monticelli (nel comune di Cercepiccola), Quadrano (Gildone) e Rocca Quatrani. Dopo il mille il villaggio primitivo, posto sulla sommità della montagna di S. Maria, subì l'attacco dei nuovi colonizzatori normanni, venendo distrutto e ricostruito dai nuovi signori poco più in basso. L'origine del toponimo "Cerce" è semplicemente la normale traduzione fonetica dal latino tardo "Cercia" nella lingua corrente e sta ad indicare l'albero di cerro (Quercus cerris), che è anche l'emblema storico araldico del paese.
Con il governo di Ferdinando d'Aragona nel XV secolo il feudo faceva parte del Contado di Molise, appartenuto poi ai Caracciolo e ai Carafa. Nel '400 vi fu portata una statua della Madonna della Libera, sopra un colle sovrastante il borgo, dove venne edificato un santuario. Dopo l'abolizione del feudalesimo nel 1806, Cercemaggiore passò dalla Capitanata alla provincia di Molise e nel febbraio 1861 alla Campania, con la nuova provincia di Benevento. Tornò (unico fra i tanti comuni molisani tolti definitivamente al Molise) alla provincia di Campobasso solo dopo 66 anni di lunghe battaglie politiche, nel 1927.

### Simboli
Lo stemma e il gonfalone sono stati concessi con decreto del presidente della Repubblica del 22 gennaio 2001.
Lo stemma comunale raffigura una quercia sradicata, su fondo azzurro, il cui fusto è attraversato da una lista di rosso, caricata del nome del paese Cercemaggiore.

## Monumenti e luoghi d'interesse
- Convento Santa Maria della Libera (XV secolo): costruito dal clero diocesano nel 1412 passò ai Padri Domenicani nel 1489, fu ampliato nel 1600 e restaurato nel 1861 con la facciata neoclassica (1920), dopo la soppressione nel 1806. Il portale principale è a semplice trabeazione con lunetta sovrastante. L'interno è a navata unica con cinque campate a dieci cappelle. Ai lati dell'altare settecentesco si trovano due leoni del XIV secolo, appartenenti alla costruzione della chiesa precedente il convento. Sono conservate sculture e affreschi, nonché una statua lignea della Madonna della Libera risalente al 1412. Nel refettorio del convento si trova un affresco di San Domenico, sul chiostro, mentre nella navata interna con volta a botte il dipinto dell'Ultima Cena.
- Chiesa parrocchiale di Santa Maria della Croce: era una cappella del vecchio castello, danneggiata dal terremoto del 1456 e ricostruita ex novo nel 1582. Ha pianta a croce latina con navata unica. La facciata rinascimentale è molto semplice, con portale classico. Il campanile è una robusta torre. L'interno conserva tele del pittore Benedetto Brunetti come la Madonna di Costantinopoli tra san Filippo Neri e san Francesco di Paola del 1690.
- Palazzo baronale: è la ricostruzione del vecchio castello longobardo, trasformato nel XVI secolo da don Diomede Carafa. La struttura si trova in posizione dominante ed è a pianta rettangolare irregolare, circondata ancora dalle mura e dai bastioni del castello. L'ingresso ha un arco con lo stemma nobiliare, che immette in un chiostro.
- Sito archeologico di Monte Saraceno
- Chiesa di S. Maria al Monte (XII secolo): una delle costruzioni più antiche, conserva molto del disegno originario sebbene deturpata e recentemente manomessa da ripetitori fonici e radio-televisivi. La facciata è frutto di una ricostruzione dopo un crollo avvenuto nel 1985; al centro ricomposto con gli elementi originari è il portale gotico a sesto acuto, strombato. L'edificio religioso presenta un impianto rettangolare disposto su tre navate. L'interno frutto di radicali restauri, in luogo delle originarie pareti intonacate e anticamente decorate è oggi spoglio. Costruita sopra un'area di culto, forse frequentata fino all'età repubblicana recentemente è stata oggetto di approfonditi studi[6] che hanno portato alla scoperta di un'epigrafe sannita e di un'altra medioevale, entrambi in stato frammentario, e di un rilievo altomedioevale con due colombe affrontate.

## Società

### Evoluzione demografica
Abitanti censiti

## Amministrazione
Di seguito è presentata una tabella relativa alle amministrazioni che si sono succedute in questo comune.
| Periodo        | Periodo        | Primo cittadino     | Partito                              | Carica  | Note  |
| -------------- | -------------- | ------------------- | ------------------------------------ | ------- | ----- |
| 25 giugno 1985 | 10 giugno 1990 | Alfonso Testa       | Democrazia Cristiana                 | Sindaco | [ 8 ] |
| 10 giugno 1990 | 24 aprile 1995 | Mario Felice        | Partito Repubblicano Italiano        | Sindaco | [ 8 ] |
| 24 aprile 1995 | 14 giugno 1999 | Alfonso Testa       | Alleanza Nazionale                   | Sindaco | [ 8 ] |
| 16 giugno 1999 | 14 giugno 2004 | Mario Felice        | lista civica                         | Sindaco | [ 8 ] |
| 14 giugno 2004 | 8 giugno 2009  | Gino Donnino Mascia | centro-sinistra                      | Sindaco | [ 8 ] |
| 8 giugno 2009  | 26 maggio 2014 | Gino Donnino Mascia | lista civica                         | Sindaco | [ 8 ] |
| 26 maggio 2014 | 27 maggio 2019 | Vincenza Testa      | lista civica Fare comune             | Sindaco | [ 8 ] |
| 27 maggio 2019 | 9 giugno 2024  | Gino Donnino Mascia | lista civica Uniti per Cercemaggiore | Sindaco | [ 8 ] |
| 9 giugno 2024  | in carica      | Gino Donnino Mascia | lista civica Uniti per Cercemaggiore | Sindaco | [ 8 ] |